# Lucembursko na Zimních olympijských hrách 2018
Lucembursko se účastnilo Zimních olympijských her 2018 v Pchjongčchangu v Jižní Koreji od 9. do 25. února 2018. Zemi reprezentoval jediný sportovec – Matthieu Osch v alpském lyžování.

## Počty účastníků podle sportovních odvětví
Počet sportovců startujících v jednotlivých olympijských sportech:
| Sport           | Muži | Ženy | Celkem |
| --------------- | ---- | ---- | ------ |
| Alpské lyžování | 1    | 0    | 1      |
| Celkem          | 0    | 1    | 1      |

## Výsledky sportovců

### Alpské lyžování
Matthieu Osch se kvalifikoval jako jediný zástupce země, Lucembursko účastnilo sjezdařských disciplín poprvé od roku ZOH 1994 v Albertville. Lucemburský olympijský výbor totiž nastavuje kritéria účasti přísněji než jsou standardy Mezinárodní lyžařské federace.
Muži
| Závod       | Sportovci     | 1. kolo    | 2. kolo    | Celkem     | Ztráta     | Pořadí     |
| ----------- | ------------- | ---------- | ---------- | ---------- | ---------- | ---------- |
| Obří slalom | Matthieu Osch | 1:21,45    | 1:18,94    | 2:40,39    | +22,35     | 62.        |
| Slalom      | Matthieu Osch | Nedokončil | Nedokončil | Nedokončil | Nedokončil | Nedokončil |

### Běh na lyžích
Kari Peters splnil kvalifikační kritéria FIS, ale nedosáhl na limity nastavené Lucemburským olympijským výborem, proto se Olympijských her nakonec nezúčastnil.